# Prefix telefonic 575 (Statele Unite ale Americii)
Harta de alături este interactivă; dacă plasați cursorul pe o anumită zonă a unui prefix telefonic, puteți accesa direct pagina dedicată acelui prefix (dacă aceasta există).
Prefixul telefonic 575 nord-american face parte din cele folosite în Canada și în Statele Unite ale Americii fiind unul din cele două prefixe telefonice (alături de prefixul telefonic 505) folosite în statul Arizona.
Creat în anul 2007, prefixul telefonic 575, conform originalului Area code 575, este desemnat să slujească restul statului New Mexico, exceptând zonele cele mai populate ale acestuia, zonele metropolitane și micropolitane centrate pe orașele Albuquerque, Santa Fe, Farmington și Gallup, care au rămas în interiorul zonei deservite de prefixul originar al statului (desemnat în 1947), 505. Noul prefix a devenit efectiv funcțional la 7 octombrie 2007.  Arhivat în 12 mai 2013, la Wayback Machine.
| Prefixele telefonice ale statului american New Mexico sunt 505 și 575. | Prefixele telefonice ale statului american New Mexico sunt 505 și 575. | Prefixele telefonice ale statului american New Mexico sunt 505 și 575. |
| --- | ---------------------------------------------------------------------- | ---------------------------------------------------------------------- |
| | Nord 505, 719, 970                                                     |                                                                        |
| Vest 505, 520, 928 | Prefixul telefonic 575                                                 | Est 432, 580, 806                                                      |
| | Sud 432, 915, Country code + 52 Mexic                                  |                                                                        |
| Prefixele telefonice ale statului american Arizona sunt 480, 520, 602, 623 și 928.                                                                                              |                                                                        |                                                                        |
| Prefixele telefonice ale statului american Colorado sunt: 303, 719, 720 și 970.                                                                                                 |                                                                        |                                                                        |
| Prefixele telefonice ale statului american Oklahoma sunt 405, 580, și 918. |                                                                        |                                                                        |
| Prefixele telefonice ale statului american Texas sunt 210, 214, 254, 281, 325, 361, 409, 430, 432, 469, 512, 682, 713, 806, 817, 830, 832, 903, 915, 936, 940, 956, 972 și 979. |                                                                        |                                                                        |